# Primo Zamparini
Primo Zamparini, född 10 februari 1939 i Fabriano i Marche, död 21 augusti 2024 på samma plats, var en italiensk boxare.
Zamparini blev olympisk silvermedaljör i bantamvikt i boxning vid sommarspelen 1960 i Rom.